# Luis de León (piłkarz)
Luis Enrique „Kiri” de León Valenzuela (ur. 14 listopada 1995 w mieście Gwatemala) – gwatemalski piłkarz występujący na pozycji bocznego obrońcy, reprezentant Gwatemali, od 2022 roku zawodnik Cobán Imperial.

## Kariera klubowa
De León pochodzi z jednej z dzielnic stołecznego miasta Gwatemala o nazwie Atlántida, w strefie 18. Jest najmłodszym z trzech braci. Jest wychowankiem akademii juniorskiej klubu Comunicaciones FC, lecz nie zdołał się przebić do pierwszej drużyny i występował wyłącznie w drugoligowych rezerwach o nazwie Cremas B. Wobec tego odszedł do niżej notowanego zespołu CF Universidad de San Carlos (USAC). W gwatemalskiej Liga Nacional zadebiutował 1 listopada 2015 w zremisowanym 1:1 spotkaniu z Mictlán, zaś pierwszego gola strzelił 14 listopada w wygranym 3:2 meczu z Guastatoyą. Na koniec rozgrywek spadł z USAC do drugiej ligi, po czym przeszedł do Deportivo Guastatoya. Wywalczył z nim najpierw tytuł wicemistrza Gwatemali (Clausura 2017), a następnie pierwsze w historii klubu mistrzostwo Gwatemali (Clausura 2018).
W czerwcu 2018 De León został piłkarzem CSD Municipal. Zdobył z nim tytuł mistrza Gwatemali (Apertura 2019) oraz wicemistrzostwo Gwatemali (Apertura 2020).

## Kariera reprezentacyjna
De León występował w reprezentacji Gwatemali U-20 prowadzonej przez Guillermo Moralesa. W lipcu 2014 rozegrał w niej 4 mecze w kwalifikacjach do Mistrzostw CONCACAF U-20, a w styczniu 2015 jeden mecz (na 6 możliwych) w turnieju finałowym. Gwatemalczycy zajęli trzecie miejsce w grupie i po przegranym barażu z Hondurasem (1:2) nie zdołali awansować na Mistrzostwa Świata U-20 w Nowej Zelandii.
W seniorskiej reprezentacji Gwatemali De León zadebiutował za kadencji selekcjonera Amariniego Villatoro, 10 września 2019 w wygranym 5:0 meczu z Portorykiem w rozgrywkach Ligi Narodów CONCACAF. Zdobył w nim swoją pierwszą bramkę w drużynie narodowej.